# Département de Siedlce
Le département de Siedlce, en polonais Departament siedlecki, était un département du duché de Varsovie de 1809 à 1815.
Son chef-lieu était Siedlce, et il était divisé en neuf districts (arrondissements).
À la suite de la création du royaume du Congrès, il fut transformé en 1815 en voïvodie de Podlachie.